# Fulpmer Straße
De Fulpmer Straße (L56) is een ruim zevenhonderd meter lange Landesstraße (lokale weg) in het district Innsbruck Land in de Oostenrijkse deelstaat Tirol. De weg sluit ten noordoosten van Fulpmes aan op de Telfeser Straße (L337). Vandaar loopt de weg in zuidwestelijke richting, voorbij het treinstation van Fulpmes naar het centrum van die plaats. Het beheer van de straat valt onder de Straßenmeisterei Matrei am Brenner.